# Anorexia nervosa
Az anorexia nervosa egy pszichés betegség, a táplálkozási zavarok egyik alapvető típusa. Az anorexia szó szerinti jelentése az étvágy elvesztése („orexis” = vágy, „an-orexis” = vágy elvesztése). A nervosa kiegészítés a betegség pszichés (idegi) eredetére utal. A köznyelvben gyakran anorexiának rövidítik, ami azonban pontatlan. Anorexia az orvosi nyelvben csupán étvágytalanságot jelent a kiváltó októl függetlenül. A betegséget elsőként a francia Ernest-Charles Lasègue és a brit William Gull írta le, 1873-ban.
Ennek az evési problémának fő jellemzője, hogy a beteg drasztikus mértékű fogyásra törekszik. Orvosi esetnek tekinthető az, aki legalább 15%-kal könnyebb, mint a legkisebb normális súlya. Az önéheztetéshez gyakran társul kényszeres tornázás is. Mindezek hátterében az áll, hogy az anorexiás személy testképe torzult, túl kövérnek látja magát. A betegség azért is figyelemre méltó, mert a kialakulása után a halálozási arány eléri a 8-9%-ot.

## Tünetei
- testsúlycsökkenés (testtömegindex 17,5 alatt), amit a beteg saját maga ér el a táplálékfelvétel csökkentésével, diuretikumok, étvágycsökkentők, hashajtók használatával valamint excesszív sportolással
- fokozott félelem az elhízástól
- nők esetében a menstruáció elmaradása
- a beteg testképe torzult, mások testét reálisan meg tudja ítélni, a magáét nem
- előjele lehet a testsúly 10%-ának elvesztése két héten belül
- fázás

## Elterjedtsége
Napjainkban egyre gyakoribbak a táplálkozási zavarok a fiatalok körében (megközelítőleg 1-4%), ami korunk szépségideáljával is összefüggésben lehet. A táplálkozási zavarok leginkább nőkre jellemzők, a megbetegedések csupán 2-10%-át teszik ki férfiak. Az anorexia nervosa fiatal lányoknál, tipikusan tizenéves kor körül alakul ki, de egészen negyvenéves korig előfordulhat. Felmérések szerint a legtöbb anorexiás beteg a felső közép- vagy felső társadalmi osztályból kerül ki.

## Okai
Kialakulásában személyiségzavar, szociális és biológiai tényezők is szerepet játszhatnak. Pszichológusok szerint az anorexiás nők nagy része olyan családból származik, ahol magasak velük szemben az elvárások, s teljesítménykényszer nyomása alatt állnak. A táplálék elutasítása így egyfajta lázadás.
A társadalmi hatás sem elhanyagolható: a média közvetítésével a soványság divattá, követendő példává vált.
A biológiai okok között az egyik hipotézis szerint a hipotalamusz működésében beállt zavar is szerepelhet.

## Kezelése[1]
Nincs perdöntő bizonyíték arra vonatkozóan, hogy melyik kezelési típus a leghatékonyabb, de azt biztosan állíthatjuk, hogy a minél korábban elkezdett beavatkozás és kezelés nagyobb sikerrel kecsegtet. Az anorexia nervosa kezelése három fő területet igyekszik megcélozni:
- visszaállítani a személy egészséges testsúlyát
- kezelni a betegséghez köthető pszichés zavarokat
- csökkenteni vagy megszüntetni azokat a viselkedésformákat vagy gondolatokat, amelyek a betegséghez vezettek.

Habár a beteg normális testsúlyának visszaállítása az elsődleges feladat, ideális kezelés esetén igyekeznek a beteg viselkedését és gondolkodásmódját is megváltoztatni. A betegség kezelése kifejezetten nehéz, mivel az anorexia nervosában szenvedők rettegnek a súlygyarapodástól; éppen ezért fontos egy, a változást személyesen is elérni kívánó motiváció kialakítása.

### Diéta
A diéta a legfontosabb tényező az anorexia nervosa kezelésében, amit mindig személyre szabottan kell összeállítani. Az étrend kialakításánál nagyon fontos az ételek változatossága mellett a magas energiatartalmú ételek előnyben részesítése is. A betegeknek megfelelő mennyiségű „kalóriát” kell fogyasztaniuk először lassan, majd egyre növekvő tempóban.

### Terápia
A családterápia tinédzserek esetében hatékonyabbnak bizonyult, mint a személyre szabott terápia. Kognitív viselkedésterápia alkalmazása is sikeres lehet mind tinédzserek, mind felnőttek esetében.

### Gyógyszeres kezelés
A gyógyszerek hatása az anorexia nervosa gyógyításában meglehetősen korlátozott.

### Kórházi felvétel
A betegség halálozási rátája meglehetősen magas, és a kifejezetten súlyos állapotban felvett pácienseknél ez a kockázat még magasabb. A diagnózis felállítása sok esetben kihívást jelent, a kockázatbecslésben is előfordulnak pontatlanságok, valamint a beleegyezés és kényszerkezelés szükségességének megítélése sem történik mindig kielégítő módon.

## Fordítás
- Ez a szócikk részben vagy egészben  az   Anorexia nervosa című angol Wikipédia-szócikk fordításán alapul.  Az eredeti cikk szerkesztőit annak laptörténete sorolja fel. Ez a jelzés csupán a megfogalmazás eredetét és a szerzői jogokat jelzi, nem szolgál a cikkben szereplő információk forrásmegjelöléseként.